# Trzebnik
Trzebnik (alemán: Trebnig) es una localidad del distrito de Dzierżoniów, en el voivodato de Baja Silesia (Polonia). Se encuentra en el suroeste del país, dentro del término municipal de Łagiewniki, a unos 26 km al nordeste de Dzierżoniów, la capital del distrito, y a unos 37 al sur de Breslavia, la capital del voivodato. Trzebnikperteneció a Alemania hasta 1945, año en el que pasó a formar parte del voivodato polaco de Breslavia hasta 1998.
- Datos: Q7848988